# DVD
DVD (ди-ви-ди́, англ. Digital Versatile Disc — цифровой многоцелевой диск; также англ. Digital Video Disc — цифровой видеодиск) — оптический носитель информации, в форме диска, для хранения различной информации в цифровом виде. Имеет такой же размер, как и компакт-диск, но более плотную структуру рабочей поверхности, что позволяет ему за счёт использования лазера с меньшей длиной волны и линзы с большей числовой апертурой иметь бо́льший объём хранимой информации.
DVD-привод — устройство чтения и записи; имеет обратную совместимость и может воспроизводить и CD-диски. DVD может содержать как минимум 4,7 ГБ (что достаточно для полноразмерного фильма). На видео DVD для сжатия видеоданных используется формат MPEG-2.

## История
Первые массовые диски и проигрыватели DVD появились в ноябре 1996 года в Японии. В марте 1997 года они появились в США и СНГ. В России фильмы начали выпускаться на DVD с 1997 года. Первые легальные российские DVD-диски содержали музыкальные фильмы «Старые песни о главном 2» и «Старые песни о главном 3» от Первого канала и были выпущены компанией «Тивионика». Долгое время высокая стоимость DVD плееров и лицензионных дисков сдерживали продажи в России, но с 2002 года начался бум DVD, чему способствовала и деятельность пиратов, начавших выпуск дешёвых нелицензионные дисков.
В начале 1990-х годов разрабатывалось два стандарта для оптических информационных носителей высокой плотности. Один из них назывался Multimedia Compact Disc (MMCD) и разрабатывался компаниями Philips и Sony, второй — Super Disc — поддерживали 8 крупных корпораций, в том числе Toshiba и Time Warner. Позже усилия разработчиков стандартов были объединены под началом IBM, которая не хотела повторения войны форматов, как случилось со стандартами видеокассет «Video Home System» и «Бетамакс» в 1970-х.
Официально DVD был анонсирован в сентябре 1995 года; тогда же была опубликована первая версия спецификаций DVD. Изменения и дополнения в спецификации вносит организация DVD Forum (ранее называвшаяся DVD Consortium), членами которой являются 10 компаний-основателей и более 220 частных лиц.
Первый привод, поддерживающий запись DVD-R, выпущен компанией Pioneer в октябре 1997 г. Стоимость этого привода, поддерживающего спецификацию DVD-R версии 1.0, составляла 17 000 долл. Чистые диски объёмом 3,95 ГБ стоили по 50 долларов США.
После появления DVD-R компанией Pioneer был создан формат перезаписываемого DVD-диска — DVD-RW. Отличием от записываемого диска, как и в случае с CD-RW, была способность покрытия многократно менять свою отражающую способность под воздействием лазерного луча разной мощности. Первое устройство, поддерживающее такие диски, появилось в декабре 1999 года в Японии.
В 1998 году появился стандарт DVD-RAM, который разработали компании Panasonic, Hitachi и Toshiba. Его главной особенностью было покрытие: диски были помещены в специальный картридж для защиты от физического воздействия. Кроме того, информацию на него можно было перезаписывать более 100000 раз, что больше, чем у DVD-RW и DVD+RW.  

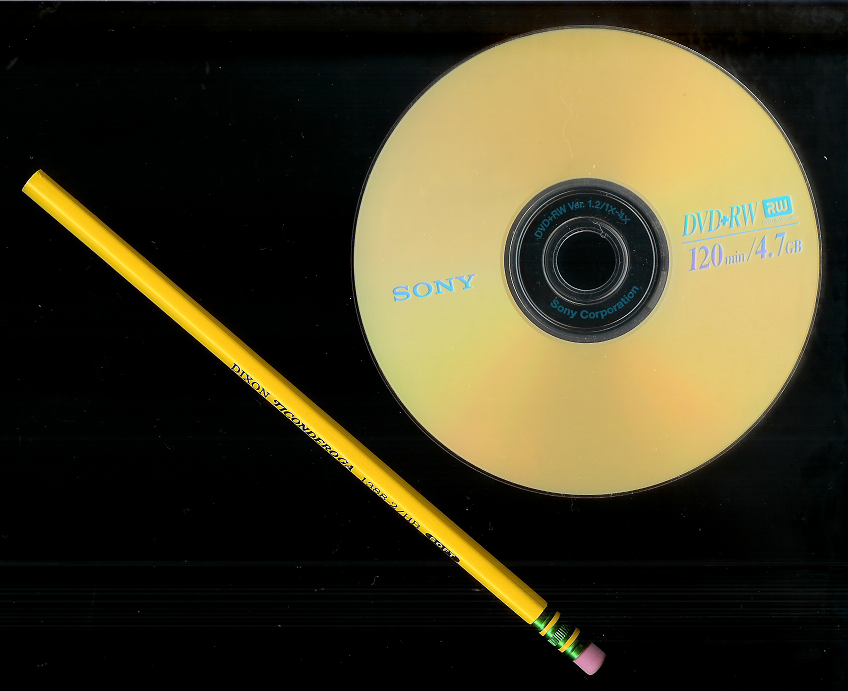
Сравнительные размеры: 12-сантиметровый DVD-RW рядом с 19-сантиметровым карандашом

В августе 2002 года компания Toshiba начала разработывать новый формат — Advanced Optical Disc, который должен был составить конкуренцию Blu-ray. В 2003 году стандарт переименовали в HD DVD. 31 марта 2006 года в Японии был выпущен первый HD DVD-плеер, а спустя три недели начали появляться первые диски. Однако в феврале 2008 года Toshiba заявила о прекращении поддержки этого формата. Крупные компании, такие как Warner Brothers, Walt Disney, Twentieth Century Fox, Metro-Goldwyn-Mayer и Sony Pictures решили полностью перейти на Blu-ray.
Изначально «DVD» расшифровывалось как «Digital Video Disc» (цифровой видеодиск), поскольку данный формат первоначально разрабатывался как замена видеокассетам. Позже, когда стало ясно, что носитель подходит и для хранения произвольной информации, многие стали расшифровывать DVD как Digital Versatile Disc (цифровой многоцелевой диск). Toshiba, заведующая официальным сайтом DVD Forum’а, использует «Digital Versatile Disc». К консенсусу не пришли до сих пор, поэтому сегодня «DVD» официально вообще никак не расшифровывается.

## Техническая информация

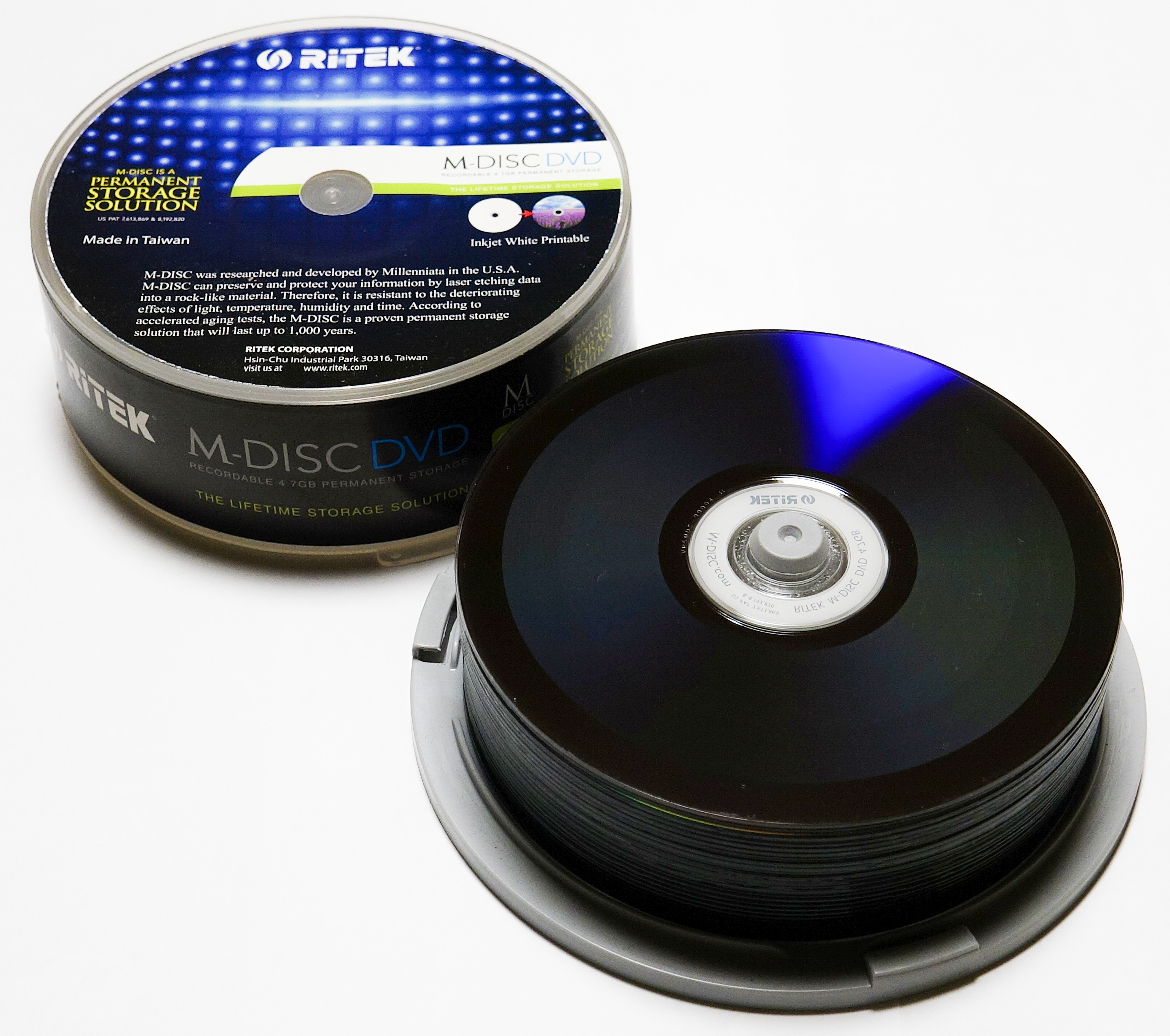
Записываемые односторонние однослойные DVD M-DISC в коробках производства Ritek

Для считывания и записи DVD используется красный лазер (лазерный диод) с длиной волны 650 нм (у CD — 780 нм). Шаг дорожки   — 0,74 мкм, более чем в два раза меньше, чем у компакт-диска. Записанный DVD, как и компакт-диск, — пример дифракционной решётки с периодом, равным шагу дорожки.
- DVD-Video содержат фильмы (видео и звук);
- DVD-Audio содержат аудиоданные высокого разрешения (гораздо выше, чем на звуковых компакт-дисках).

### Структура данных
В отличие от компакт-дисков, в которых структура аудиодиска принципиально отличается от диска с данными, в DVD используется файловая система UDF (для данных может быть использована ISO 9660). DVD-видео, для которых существует требование «проигрываться на бытовых проигрывателях», используют ту же файловую систему UDF, но с рядом ограничений (документ ECMA-167) — например, не допускается фрагментация файлов.
Таким образом, любой из типов носителей DVD может нести любую из четырёх структур данных (см. выше).

### Многослойная технология
DVD может иметь до двух рабочих слоёв на одной стороне.

### Ёмкость диска
Физически DVD может иметь одну или две рабочие стороны и один или два рабочих слоя на каждой стороне. От их количества зависит ёмкость диска (из-за чего 8-сантиметровые диски получили названия DVD-1, −2, −3, −4, а 12-сантиметровые диски — DVD-5, −9, −10, −14, −18, по принципу округления ёмкости диска в Гб до ближайшего сверху целого числа):
| Обозначение | Обозначение | Сторон | Слоёв (всего) | Диаметр, см | Ёмкость, | Ёмкость, |
| Обозначение | Обозначение | Сторон | Слоёв (всего) | Диаметр, см | ГБ       | ГиБ      |
| ----------- | ----------- | ------ | ------------- | ----------- | -------- | -------- |
| DVD-1       | SS SL       | 1      | 1             | 8           | 1,46     | 1,36     |
| DVD-2       | SS DL       | 1      | 2             | 8           | 2,66     | 2,47     |
| DVD-3       | DS SL       | 2      | 2             | 8           | 2,92     | 2,72     |
| DVD-4       | DS DL       | 2      | 4             | 8           | 5,32     | 4,95     |
| DVD-5       | SS SL       | 1      | 1             | 12          | 4,70     | 4,37     |
| DVD-9       | SS DL       | 1      | 2             | 12          | 8,54     | 7,95     |
| DVD-10      | DS SL       | 2      | 2             | 12          | 9,40     | 8,75     |
| DVD-14      | DS SL+DL    | 2      | 3             | 12          | 13,24    | 12,33    |
| DVD-18      | DS DL       | 2      | 4             | 12          | 17,08    | 15,90    |

| Обозначение | Обозначение | Сторон | Слоёв (всего) | Диаметр, см | Ёмкость, | Ёмкость, |
| Обозначение | Обозначение | Сторон | Слоёв (всего) | Диаметр, см | ГБ       | ГиБ      |
| ----------- | ----------- | ------ | ------------- | ----------- | -------- | -------- |
| DVD-R       | SS SL (1.0) | 1      | 1             | 12          | 3,95     | 3,68     |
| DVD±R(W)    | SS SL (2.0) | 1      | 1             | 12          | 4,70     | 4,38     |
| DVD±R       | SS DL       | 1      | 2             | 12          | 8,54     | 7,95     |
| DVD±R(W)    | DS SL       | 2      | 1             | 12          | 9,40     | 8,76     |
| DVD±R(W)    | SS SL       | 1      | 1             | 8           | 1,46     | 1,36     |
| DVD±R       | SS DL       | 1      | 2             | 8           | 2,66     | 2,47     |
| DVD±R(W)    | DS SL       | 2      | 1             | 8           | 2,92     | 2,72     |
| DVD-RAM     | SS SL       | 1      | 1             | 8           | 1,46     | 1,36     |
| DVD-RAM     | DS SL       | 2      | 1             | 8           | 2,65     | 2,47     |
| DVD-RAM     | SS SL (1.0) | 1      | 1             | 12          | 2,58     | 2,40     |
| DVD-RAM     | SS SL (2.0) | 1      | 1             | 12          | 4,70     | 4,37     |
| DVD-RAM     | DS SL (1.0) | 2      | 1             | 12          | 5,16     | 4,80     |
| DVD-RAM     | DS SL (2.0) | 2      | 1             | 12          | 9,40     | 8,75     |

Указанные числа — приблизительные. На DVD данные записываются секторами; один сектор содержит 2048 байт. Поэтому точное значение ёмкости DVD можно определить умножением 2048 на количество секторов на диске, которое слегка варьируется у различных типов DVD-носителей:
| Тип диска (12 см)  | Кол-во секторов | Ёмкость в байтах | Десятичные единицы | Десятичные единицы | Десятичные единицы | Двоичные единицы | Двоичные единицы | Двоичные единицы |
| ------------------ | --------------- | ---------------- | ------------------ | ------------------ | ------------------ | ---------------- | ---------------- | ---------------- |
| Тип диска (12 см)  | Кол-во секторов | Ёмкость в байтах | КБ                 | МБ                 | ГБ                 | КиБ              | МиБ              | ГиБ              |
| 1-слойный DVD-RAM  | 2 295 072       | 4 700 307 456    | 4 700 307,456      | 4 700,307          | 4,700              | 4 590 144        | 4 482,562        | 4,377            |
| 1-слойный DVD-R(W) | 2 298 496       | 4 707 319 808    | 4 707 319,808      | 4 707,320          | 4,707              | 4 596 992        | 4 489,250        | 4,384            |
| 1-слойный DVD+R(W) | 2 295 104       | 4 700 372 992    | 4 700 372,992      | 4 700,373          | 4,700              | 4 590 208        | 4 482,625        | 4,378            |
| 2-слойный DVD-R    | 4 171 712       | 8 543 666 176    | 8 543 666,176      | 8 543,666          | 8,544              | 8 343 424        | 8 147,875        | 7,957            |
| 2-слойный DVD+R    | 4 173 824       | 8 547 991 552    | 8 547 991,552      | 8 547,992          | 8,548              | 8 347 648        | 8 152,000        | 7,961            |

Примечание: формат DVD-R(W) не задаёт точное число секторов, а лишь требует, чтобы ёмкость была не ниже 4,7 млрд байт. Однако большинство производителей придерживаются числа 2 298 496 секторов, что и указано в таблице.

### Записываемые DVD

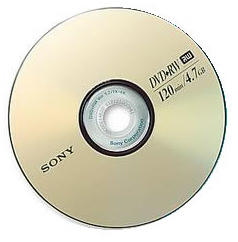
Sony DVD «Read & Rewritable»

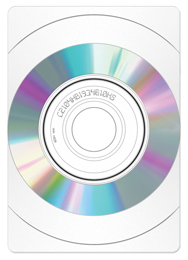
DVD-визитная карточка

Первоначально HP разработала записываемые носители DVD для сохранения данных при резервном копировании и переносе.
Записываемые DVD теперь используются и в бытовых аудио- и видеопроигрывателях или рекордерах. Существуют три формата записываемых и перезаписываемых DVD-R/RW, DVD+R/RW (плюс) и DVD-RAM (минус, тире). DVD-R распространён двух типов: General, с длиной волны записи 650 нм и Authoring, с длиной волны записи 635 нм. Оба типа проигрываются на любом DVD-плеере, запись осуществляется в зависимости от модели. DVD-авторинг видео возможен для любого из этих типов, но только для последнего возможна запись видео с использованием Content Scramble System.
Сейчас DVD-рекордеры, в основном, могут записывать как DVD+R/RW, так и DVD-R/RW форматы (обычно указывают DVD±R или для каждого формата отдельно логотипы DVD Forum и DVD+RW Alliance), а проигрыватели — читать оба этих формата, однако выпущенные ранее могут иметь сложности с «+». А некоторые первые модели DVD-плееров могли привести к повреждению DVD±R/RW/DL при попытке их проиграть.
DVD c возможностью многократной перезаписи RAM, в отличие от RW, обладают более высокой надёжностью, возможностью большего числа циклов перезаписи (до ~100 тыс., RW «всего» более ~1 тыс.), но также и более высокой стоимостью.
Единица скорости (1x) чтения/записи DVD составляет 1 385 000 байт/с (то есть около 1352 Кбайт/с = 1,32 Мбайт/с), что примерно соответствует 9-й скорости (9x) чтения/записи CD, которая равна 9 × 150 = 1350 Кбайт/с. Таким образом, 16-скоростной привод обеспечивает скорость чтения (или записи) DVD, равную 16 × 1,32 = 21,12 Мбайт/с.

### Форматы DVD-R и DVD+R
Стандарт записи DVD-R(W) был разработан в 1997 году японской компанией Pioneer и группой компаний, примкнувших к ней и вошедших в DVD Forum, как официальная спецификация записываемых (впоследствии и перезаписываемых) дисков.
Созданные на базе DVD-R диски DVD-RW первоначально имели недостаток, связанный с несовместимостью старых приводов с этими новыми дисками. Проблема заключалась в отличии оптического слоя, ответственного за «запоминание» информации, который имел меньшую (по сравнению с носителями с однократной записью и штампованными дисками) отражающую способность. В дальнейшем вопрос был почти полностью решён, хотя раньше именно из-за этого старые DVD-приводы не могли хорошо проигрывать новые перезаписываемые диски.
Так как при разработке стандартов DVD-R и DVD-RW не были учтены разработки фирм Sony, Philips и некоторых других, а также ввиду высокой цены лицензии на эту технологию, эти производители записывающих приводов и носителей для записи объединились в DVD+RW Alliance, разработавший в середине 2002 года стандарт DVD+R(W), стоимость лицензии на который была ниже.
Созданный альтернативный формат, получивший название DVD+R и DVD+RW, имел другой материал отражающего слоя и специальную разметку, облегчающую позиционирование головки (LPP, Land pre-pits — предзаписанные питы между дорожками, содержащие данные адресации и другую служебную информацию; эти данные позволяют приводу DVD записывать информацию в желаемые места на диске) — основное отличие подобных «плюсовых» дисков от «минусовых».
Помимо этого, во время использования перезаписываемых «плюсовых» дисков количество ошибок уменьшается, а корректность записи увеличивается, в результате чего сбойный сектор можно с лёгкостью перезаписать, а не стирать и записывать весь диск заново. Следовательно, если вы намерены активно пользоваться функцией перезаписи и записи, лучше выбрать рекордер, поддерживающий «плюсовой» формат (на что сейчас способно большинство моделей).

## DVD-видео

Типичная файловая структура DVD-Video с двухуровневым меню диска

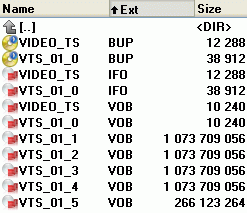
Вид файлов DVD-Video в файловом менеджере в папке VIDEO_TS при одноуровневом меню диска

Для воспроизведения DVD с видео необходим DVD-оптический привод и декодер MPEG-2 (то есть либо бытовой DVD-проигрыватель с аппаратным декодером, либо компьютерный DVD-привод и программный проигрыватель с установленным декодером). Фильмы на DVD сжаты с использованием алгоритма MPEG-2 для видео и различных (часто многоканальных) форматов для звука. Битрейт сжатого видео варьируется от 2000 до 9800 Кбит/с, часто бывает переменным (VBR). Размер видео кадра для стандарта PAL равен 720×576 точек, а для стандарта NTSC — 720×480 точек.
Файлы видеоданных
Эти файлы располагаются в папке VIDEO_TS.
- IFO — это информационные файлы диска; они содержат информацию о том, что находится в файлах VOB, и поддерживают порядок их запуска.
- BUP — файл резервного копирования файла IFO. Каждому файлу IFO соответствует файл BUP такого же размера.
- VOB — основные файлы DVD, в которых содержится информация о видео, аудио, титрах.

Видео записывается в виде отдельных фрагментов (VTS_01_1.VOB, VTS_01_2.VOB, VTS_01_3.VOB...), которые можно выбирать через меню диска (отображается не название файла, а название/изображение гиперссылки на файл, указанный при создании диска). При просмотре переключение между фрагментами происходит по порядку нумерации и незаметно, при необходимости кнопками |<< и >>| происходит выбор предыдущего или следующего фрагмента, кнопками << и >> замедление или ускорение воспроизведения.
Доступ к диску через видеопроигрыватели осуществляется через меню диска, которые оформлены в виде гиперссылок на отдельные фрагменты содержимого на фоне статичного или анимированного изображения. Любое DVD-видео имеет корневое (начальное) меню. Если меню одноуровневое, то в нём отображаются гиперссылки начала воспроизведения всего диска с начала и с начала фрагментов; при наличии дополнительных функций (к примеру, просмотр видео, снятого камерами с разных углов) отображаются и они.
В случае многоуровневого меню, если на диске записаны 2 и более разных видео, в корневом меню отображаются гиперссылки для воспроизведения всего диска и для перехода на меню второго уровня (количество соответствует количеству записанного видео), а оттуда избирается способ воспроизведения выбранного видео.
Информация о меню первого уровня находится в файлах VIDEO_TS.IFO, VIDEO_TS.BUP, VIDEO_TS.VOB. При наличии меню второго уровня файлы с меню второго уровня и фрагментами каждого видео записываются в отдельной папке, информация о меню второго уровня находится в файлах VTS_01_0.IFO, VTS_01_0.BUP, VTS_01_0.VOB (меню второго уровня первого видео), VTS_02_0.IFO, VTS_02_0.BUP, VTS_02_0.VOB (меню второго уровня второго видео) и т.д. Таким же образом меняются и названия файлов фрагментов видео: VTS_01_1.VOB, VTS_01_2.VOB... (у первого видео), VTS_02_1.VOB, VTS_02_2.VOB... (у второго видео) и т. д..
Аудиоданные
В папке AUDIO_TS данные обычно не отображаются.
Аудиоданные в DVD-фильме могут быть в формате PCM, DTS, MPEG или Dolby Digital (AC-3).
- В странах, использующих стандарт NTSC, все фильмы на DVD должны содержать звуковую дорожку в формате PCM или AC-3, а все NTSC-плееры должны эти форматы поддерживать. Таким образом, любой стандартный диск может быть воспроизведён на любом стандартном оборудовании.
- В странах, использующих стандарт PAL (большинство стран Европы), сначала предполагалось ввести в качестве стандарта звука для DVD форматы PCM и MPEG-2, но DVD-Forum, под общественным давлением и вразрез с пожеланиями Philips, включил Dolby AC-3 в список опциональных форматов звука на дисках и обязательных форматов в плеерах.

## Срок службы
При правильном хранении и обращении срок службы DVD-диска составляет от 30 до 100 лет, при этом рекомендуется хранить диски вертикально в специальных футлярах при температуре от 39 до 73 градусов по Фаренгейту (примерно от 4 до 23 градусов Цельсия) и относительной влажности 40-50%, избегая попадания прямых солнечных лучей и загрязнений. Для маркировки дисков следует использовать перманентный маркер на нерастворителе, избегая наклеек и изгибов диска.

### Дефектные диски Warner Bros.
В 2025 году стало известно о проблеме порчи DVD-дисков Warner Bros. Home Entertainment, выпущенных в период с 2006 по 2008 год. Владельцы описывали эффект как «сворачивание, подобное прокисанию молока» на поверхности дисков. Компания подтвердила наличие проблемы и предложила замену дефектных дисков, либо, если диск более не издаётся, замену на другой фильм аналогичной стоимости. Коллекционеры сообщали о данной проблеме с 2021 года, предполагая, что причиной является использование некачественных материалов на одном из заводов в Пенсильвании. Warner Bros. Home Entertainment публично не раскрывала список дефектных DVD. Пользователи сообщали, что были подвержены дефекту диски Warner, выпущенные с кодом пресс-формы IFPI 2U** (расположенным над отверстием шпинделя на стороне с данными) и кодом мастеринга IFPI L906 / IFPI L907 / IFPI L908.